# 가지마우사구

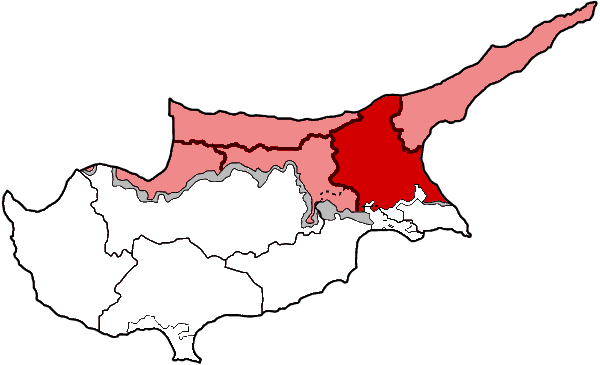
가지마우사구의 위치

가지마우사구(튀르키예어: Gazimağusa İlçesi)는 북키프로스의 구로 행정 중심지는 파마구스타(터키어 이름은 가지마우사)이며 인구는 69,838명(2011년 기준)이다. 3개 소관구(Mağusa, Akdoğan, Geçitkale)를 관할한다. 1998년에는 이스켈레구가 가지마우사구에서 분리되어 신설되었다.

## 같이 보기
- 키프로스의 구
- 북키프로스의 구